# Erites ochreana
Erites ochreana är en fjärilsart som beskrevs av Otto Staudinger 1889. Erites ochreana ingår i släktet Erites och familjen praktfjärilar. Inga underarter finns listade i Catalogue of Life.